# Neef
Neef est une municipalité allemande située dans le land de Rhénanie-Palatinat et l'arrondissement de Cochem-Zell.

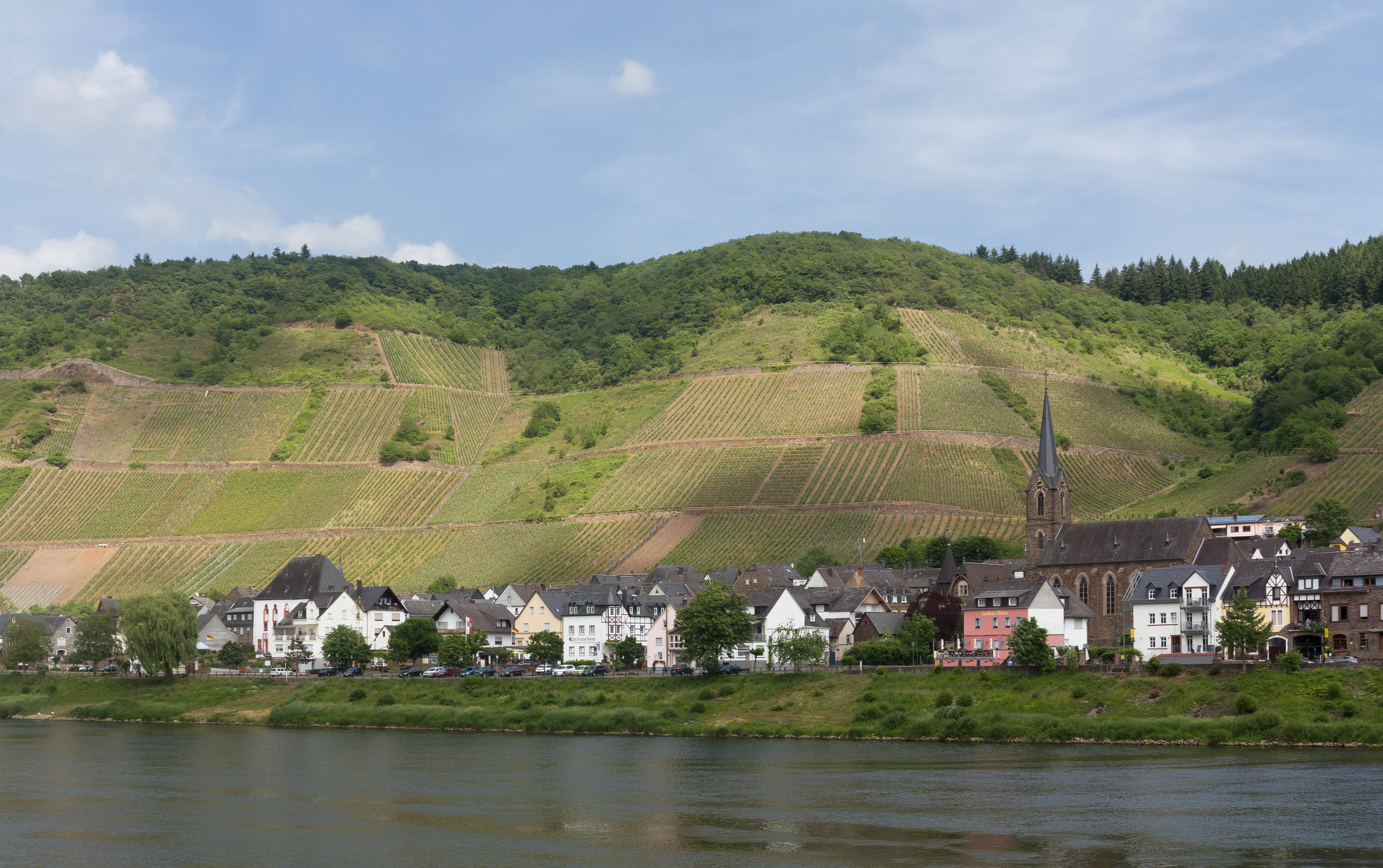
Neef, l'église catholique (die Pfarrkirche Sankt Peter und Paul) dans le village.